# بفراجرد
بفراجرد هي قرية في مقاطعة خلخال، إيران. عدد سكان هذه القرية هو 1,289 في سنة 2006.